# Gospodarka Hiszpanii

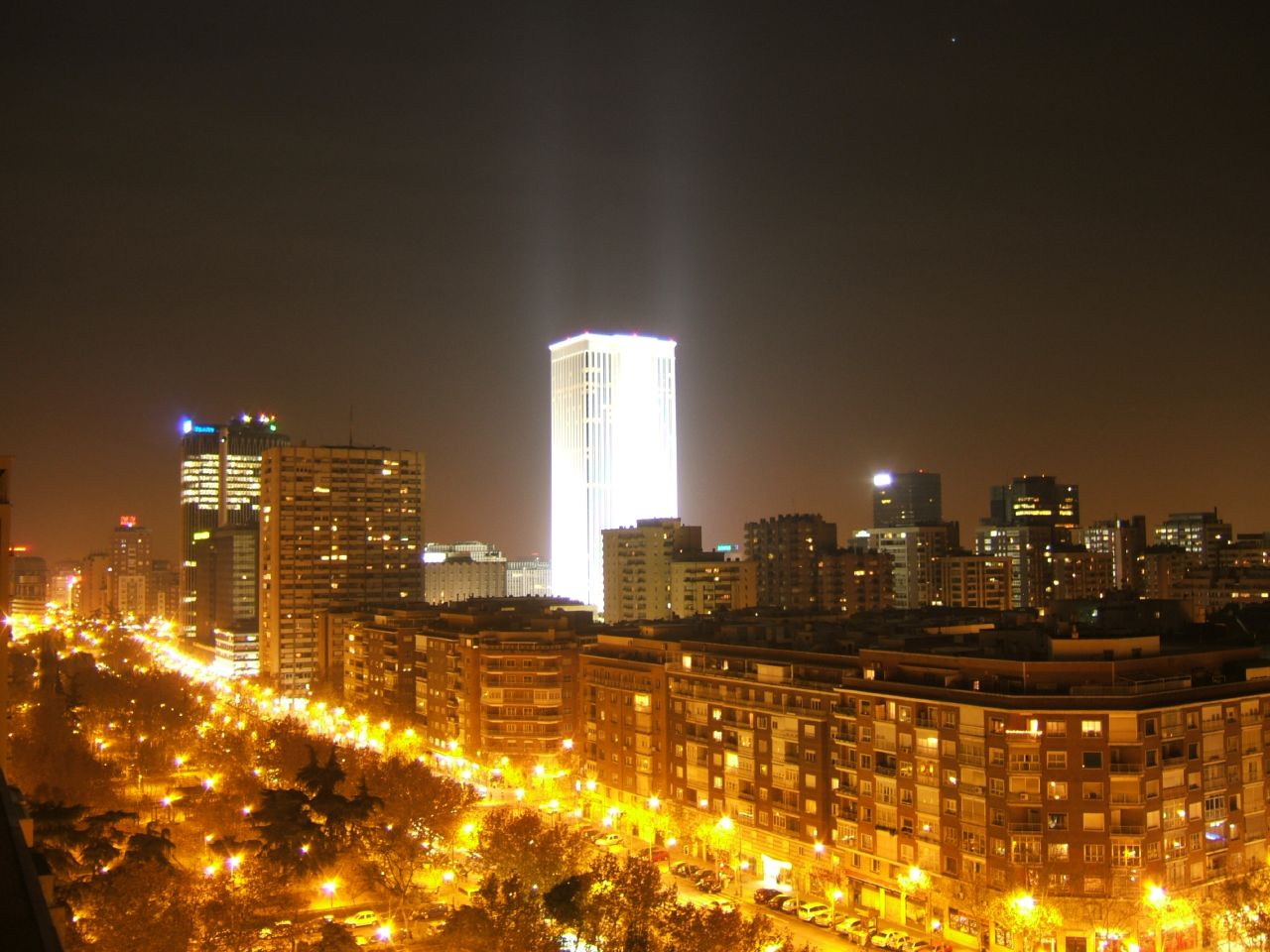
Madryt – stolica Hiszpanii

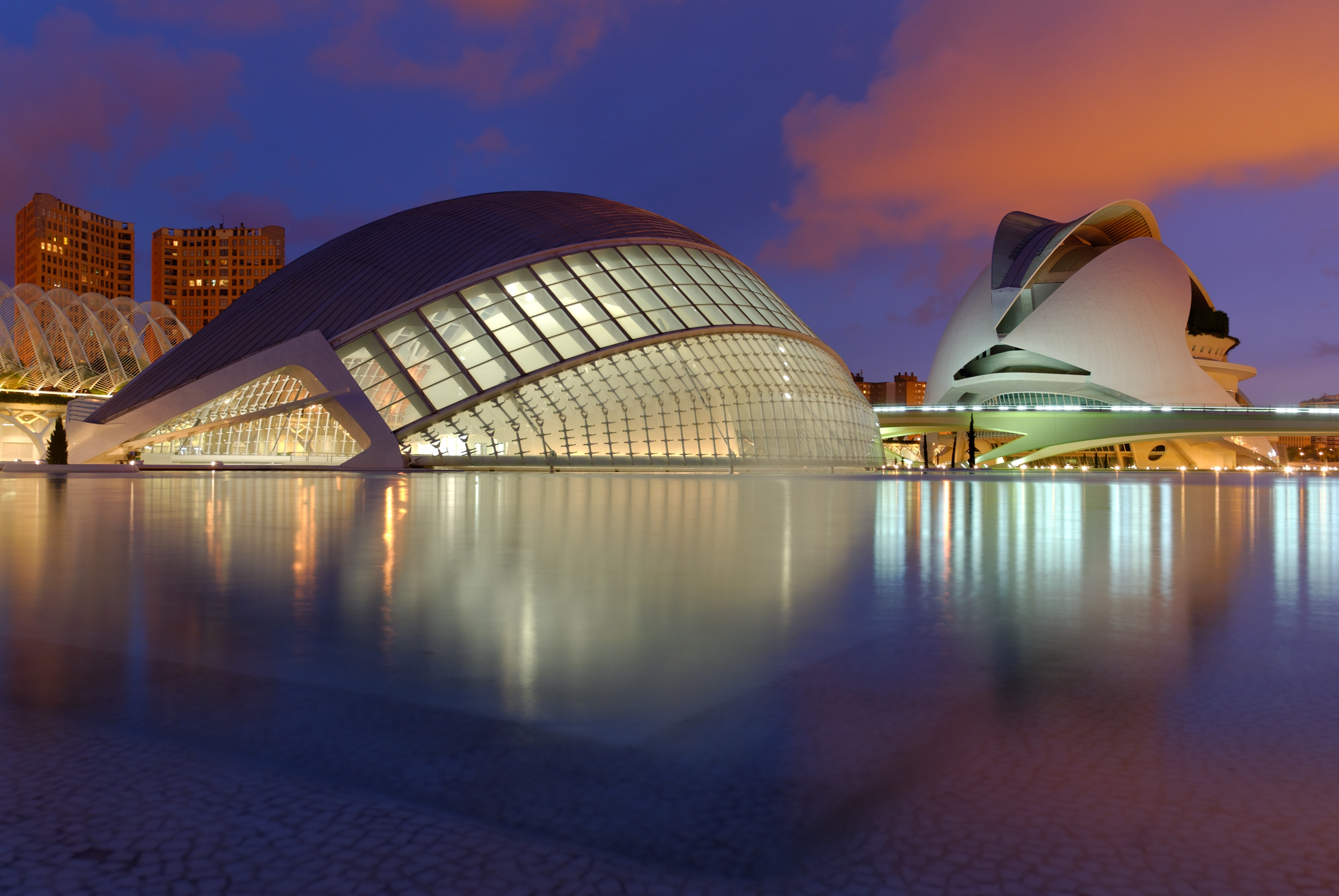
Walencja – nowoczesna architektura kompleksu Ciudad de las Artes y las Ciencias (Miasto Sztuki i Nauk) autorstwa syna miasta, architekta Santiago Calatravy

Gospodarka Hiszpanii – piętnasta pod względem wielkości gospodarka narodowa świata. Stanowi przykład gospodarki mieszanej.
Do lat sześćdziesiątych ubiegłego stulecia Hiszpania była jednym z najuboższych państw Europy Zachodniej. Masowy napływ turystów spowodował wielki wzrost inwestycji i napływ kapitału zagranicznego, który wzmógł się jeszcze po przystąpieniu do Unii Europejskiej (1986). Hiszpania była przez ostatnie pół wieku jednym z najszybciej rozwijających się gospodarczo państw Europy. W 2009 PKB wyniósł 1052 mld euro, czyli 23,5 tys. euro na mieszkańca. Hiszpania uporała się w ostatnich latach ze zmorą, jaką była znaczna inflacja (od 1990 spadła z ponad 9% do ok. 2,5–3% w 2011) i masowym bezrobociem. W IV kwartale 2011 wynosiło ono 21,3%. wobec 21,6% w 1978. Bezrobocie w lipcu 2022 roku wynosiło 12,4%.
Hiszpania jest znaczącym uczestnikiem handlu zagranicznego, wielkie banki mają swe siedziby gł. w Madrycie, Barcelonie, Walencji i Bilbao. W gospodarce Hiszpanii bardzo dużą rolę odgrywa obcy kapitał zagraniczny – głównie inwestycje amerykańskie, brytyjskie, francuskie, to właśnie one doprowadziły do szybkiego uprzemysłowienia Hiszpanii.
Hiszpania jest zaliczana do grupy państw wysoko rozwiniętych, co potwierdza wysoki PKB.
Pod względem potencjału gospodarczego Hiszpanie stanowią wielką czołówkę Europy wraz z takimi państwami jak: Wielka Brytania, Francja, czy Włochy. Są już dziewiątą potęgą gospodarczą świata i stali się jednym z głównych motorów napędowych europejskiej gospodarki. Relatywnie niskie ceny wpływają na wysoką siłę nabywczą porównywalną do Włoch i Francji.

## Przemysł

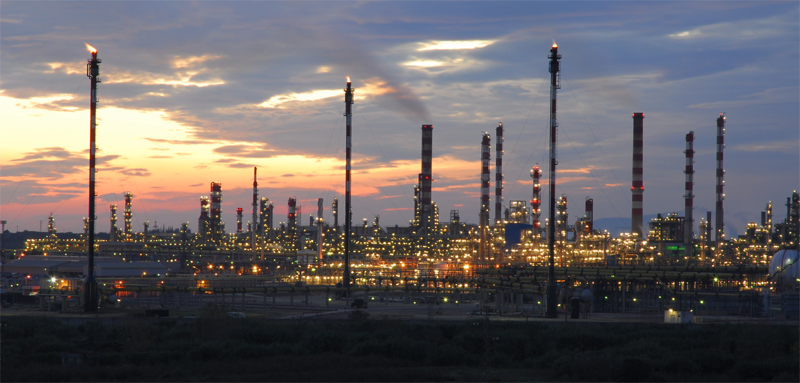
Kompleks fabryk w La Pobla de Mafumet

Najważniejszą gałęzią gospodarki jest wysoko rozwinięty przemysł, zgrupowany w kilku wielkich okręgach. Hiszpania jest ważnym producentem samochodów osobowych (m.in. SEAT) i ciężarowych (Barcelona i Lleida, Walencja, Madryt, Valladolid, La Coruña). Kilka wielkich koncernów ulokowało tutaj swoje zakłady (VW, grupa PSA, Ford). Produkcja samochodów osobowych wyniosła ponad 1,9 mln sztuk (2000). W Walencji, Bilbao, Barcelonie, Kadyksie oraz La Coruñi są duże stocznie a co za tym idzie jest tutaj wysoko rozwinięty przemysł stoczniowy (3% produkcji światowej – 6. miejsce). Rozwinięty jest przemysł metalurgiczny (huty w Oviedo, Gijón, El Ferrol de Caudillo koło Bilbao i in.), w Asturii kopalnie węgla. Różnorodny przemysł elektrotechniczny (sprzęt gospodarstwa domowego, komputery, półprzewodniki) rozwinął się w większych miastach (np. Barcelona, Madryt, Sewilla, Malaga). Dzięki importowi paliw płynnych oraz znacznym zasobom energii wodnej Hiszpania produkuje ok. 185 TWh energii elektrycznej (4612 kWh na mieszkańca). Wielkim atutem jest rozwinięty przemysł włókienniczy oraz rolno-spożywczy (produkcja cukiernicza; wina – ponad 34 mln hl, 4. miejsce w świecie; konserw rybnych itp.), rozrzucony po całym kraju.

### Energia

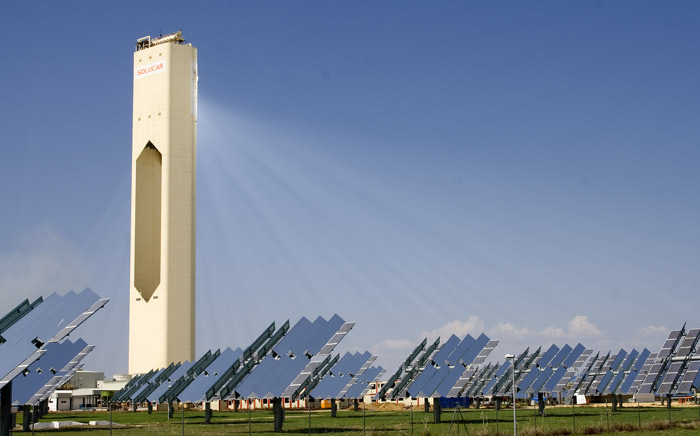
Elektrownia słoneczna w Sanlúcar la Mayor

Hiszpania to jeden z liderów w produkcji energii słonecznej. Wsparcie rządu i obowiązywanie tzw. systemu feed-in tariff, dzięki któremu producenci energii ze źródeł odnawialnych mogą ją odsprzedawać po z góry ustalonych, preferencyjnych cenach, sprawiły, że na Półwyspie Iberyjskim w szybkim tempie powstawały w ostatnich latach nowe elektrownie słoneczne. W 2011 roku moc zainstalowanych elektrowni słonecznych wyniosła 4,2 GW. Sektor energetyczny wytwarza około 5% PKB. Zapotrzebowanie na energię w Hiszpanii począwszy od 2002 r. wzrosła o około 3,5% rocznie, z niewielkimi zmianami, jak w 2003 roku zanotowano wzrost o około 7%. Wraz ze wzrostem konsumpcji wzrasta zapotrzebowanie na energię od 211.500 GWh w 2002 r. do 253.600 w roku 2006. W 2008 roku 50% energii produkowanej w Hiszpanii było pochodzenia jądrowego 15 368 toe, 15% pochodziło z węgla, 6% z energii mechanicznej płynącej wody i 29% z pozostałych źródeł energii odnawialnej. W 2009 r. Hiszpania była największym producentem energii słonecznej oraz na trzecim miejscu wśród państw wytwarzających energię wiatrową. Produkcja energii wodnej w Hiszpanii osiągnęła w 2010 r. wartość 2220 MW i była to druga co do wielkości wartość produkcji w UE po Włoszech. Według raportu koncernu Ernst & Young Hiszpania wraz z takimi państwami jak m.in.: USA, Chiny i Indie znalazła się w gronie państw najbardziej atrakcyjnych na świecie pod względem inwestowania w odnawialne źródła energii.

## Rolnictwo
W rolnictwie dominującą rolę odgrywa hodowla bydła, trzody i drobiu na rozległych pastwiskach (Kastylii, Asturii czy Estremadury), a także uprawa winorośli, zbóż, oliwek oraz owoców cytrusowych. Pod względem eksportu owoców cytrusowych kraj znajduje się w ścisłej światowej czołówce. Poza innymi owocami cytrusowymi, tj. pomarańczami i mandarynkami prowadzi się uprawy kasztanów, migdałów, granatów i bananów, głównie na obszarach śródziemnomorskich. Lasy (głównie w regionach górskich) dostarczają drewna i owoców leśnych. Rolnictwo przynosi 8% dochodu narodowego brutto. Produkty pochodzenia rolniczego stanowią poważną pozycję eksportową Hiszpanii dostarczając niemalże 1/5 wpływów z eksportu. Na płaskowyżu Meseta uprawia się: pszenicę i jęczmień. Kukurydza rośnie dobrze na wilgotniejszych terenach północnego zachodu, a na terenach, na których możliwe jest nawadnianie, uprawia się ryż. Warzywa hodowane są w nawadnianych dolinach, wzdłuż nizinnego wschodniego wybrzeża. Gaje oliwne rosną na suchych obszarach na południu kraju. Hiszpania jest drugim na świecie producentem oliwy z oliwek. Winogrona uprawiane są w dolinie rzeki Ebro, na Mesecie, na nizinach śródziemnomorskich oraz wewnątrz kraju m.in. w Andaluzji. Hodowla jest stosunkowo mniej ważną gałęzią produkcji rolnej, chociaż ma i ona ma w kraju wielowiekowe tradycje. Największe pogłowie posiadają stada owiec, znacznie mniejsze zaś bydła i kóz.

## Leśnictwo

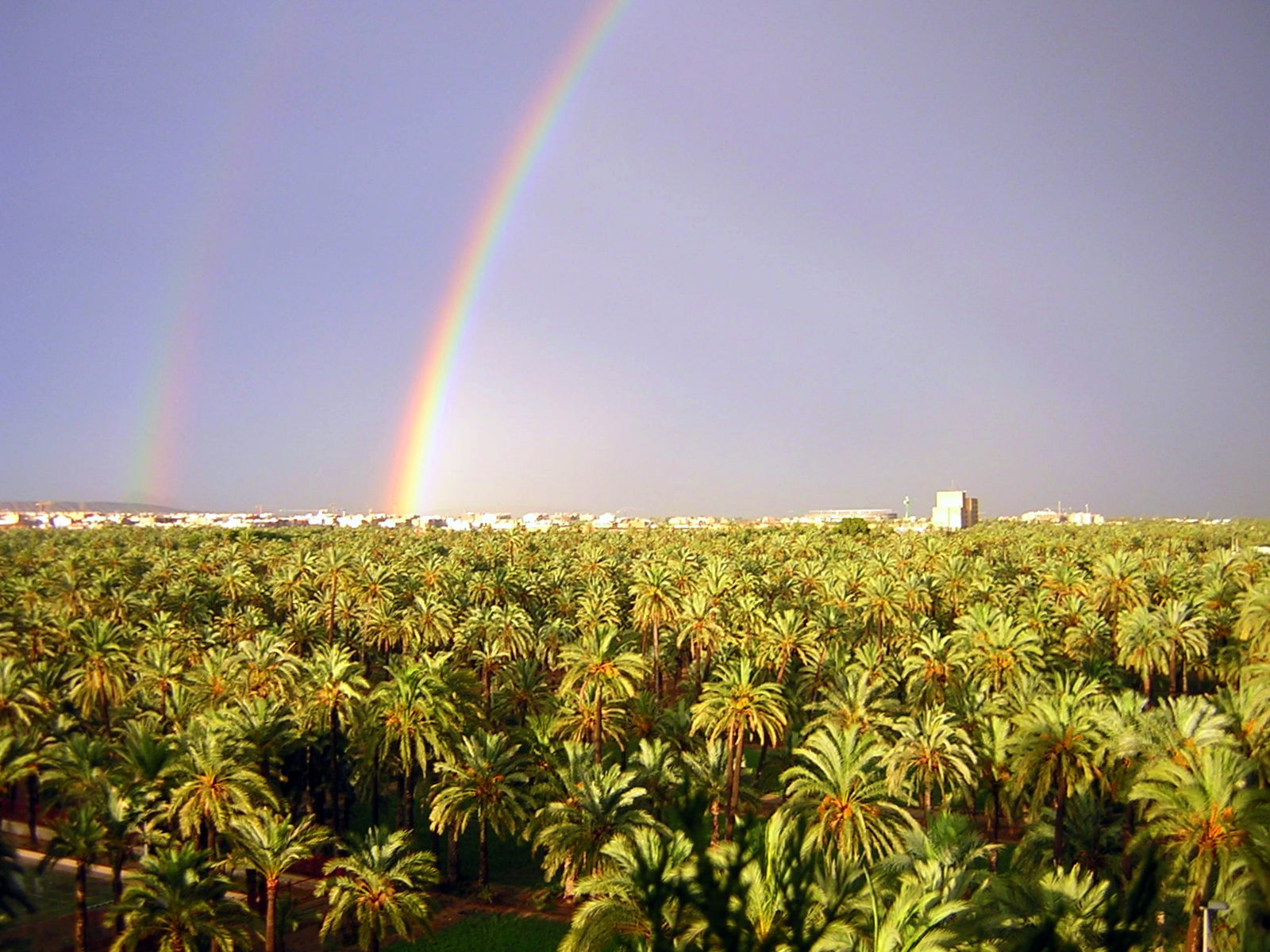
Las palmowy w okolicach Elche, we wschodniej Hiszpanii

31% powierzchni kraju, szczególnie na terenach górzystych, zajmują właśnie lasy. Największe kompleksy leśne znajdują się w północnej, wilgotnej części Hiszpanii (lasy liściaste i mieszane), zaś na południowym zachodzie przeważają lasy dębowe z dębem korkowym. W Hiszpanii funkcjonuje wiele tartaków, na szeroką skalę produkowana jest również żywica. W kraju znajduje się 13 parków narodowych (hiszp. parque nacional), największym z nich Doñana, który obejmuje jedyne w swoim rodzaju siedliska ptaków wędrownych z południa Afryki, zaś Cabañeros chroni unikatowe w Europie lasy wiecznie zielonych dębów ostrolistnych i korkowych. W Hiszpanii znajduje się także największy w Europie las palmowy – El Caracol niedaleko Elche.

## Rybołówstwo
Duże znaczenie posiada rybołówstwo (1,4 mln ton ryb), zwłaszcza na wybrzeżu atlantyckim – La Coruña w Galicji, Jerez de la Frontera w Andaluzji, ale także Málaga. W Vigo, w północnej części kraju znajduje się Agencja Kontroli Rybołówstwa UE, której zadaniem jest szkolenie inspektorów oraz organizacja wspólnych inspekcji z kilku państw członkowskich, a także ma ona zapewnić zgodność z wymogami dotyczącymi połowów, wprowadzonymi w trosce o zachowanie zasobów rybnych. Prawie połowę ryb i owoców morza (mariscos) łowionych w Hiszpanii dostarcza flota galicyjska. Hiszpania wspólnie z Francją, Danią, Wielką Brytanią oraz Niderlandami dokonuje 60% połowów całej UE. Ponadto Hiszpanii przypada w udziale 25% łącznego tonażu rybackiej floty wspólnotowej (481 000 ton). Największe porty rybackie znajdują się nad Zatoką Biskajską i na terenie Galicji.

## Transport

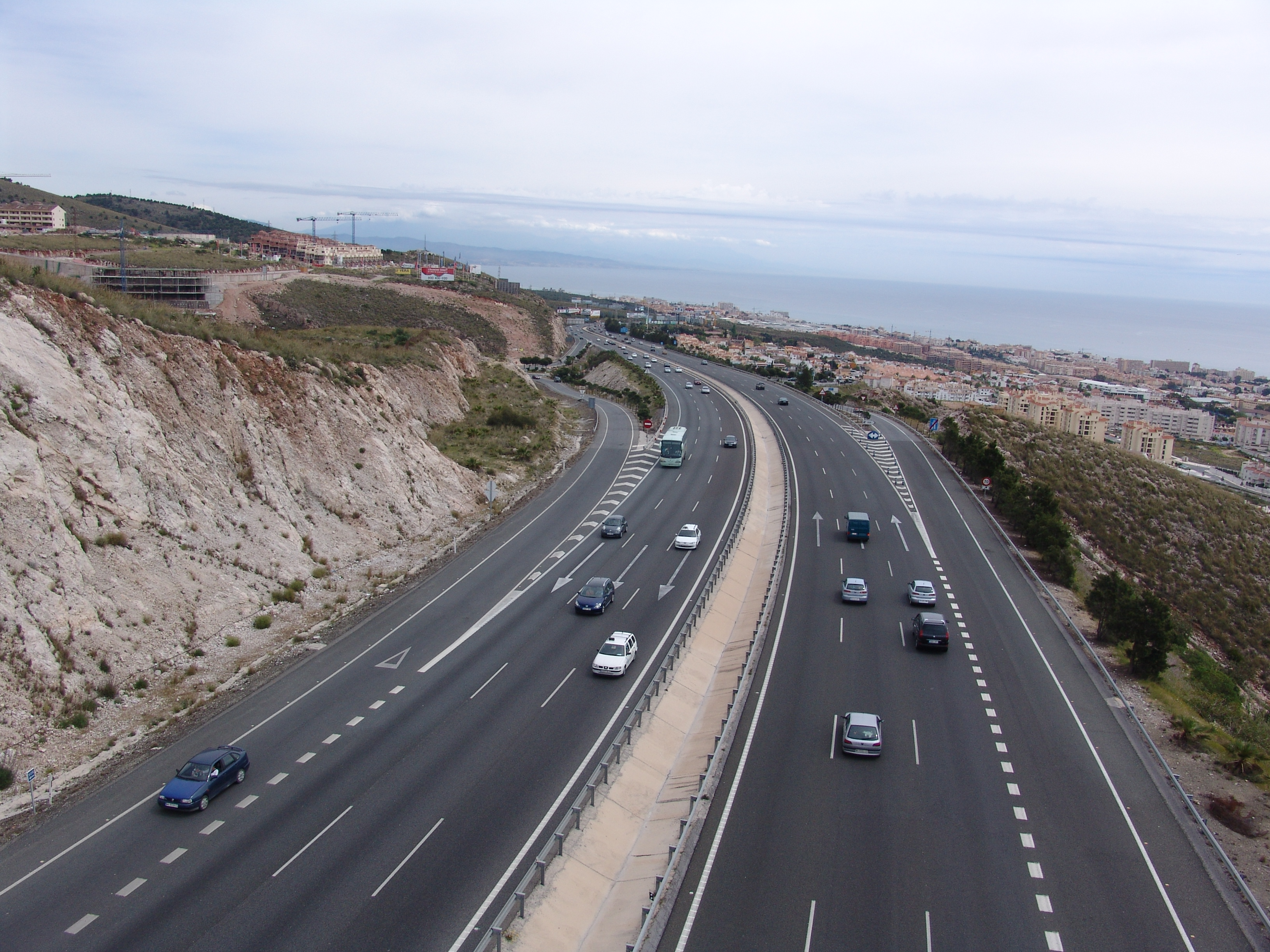
Autostrada A-7 w Andaluzji

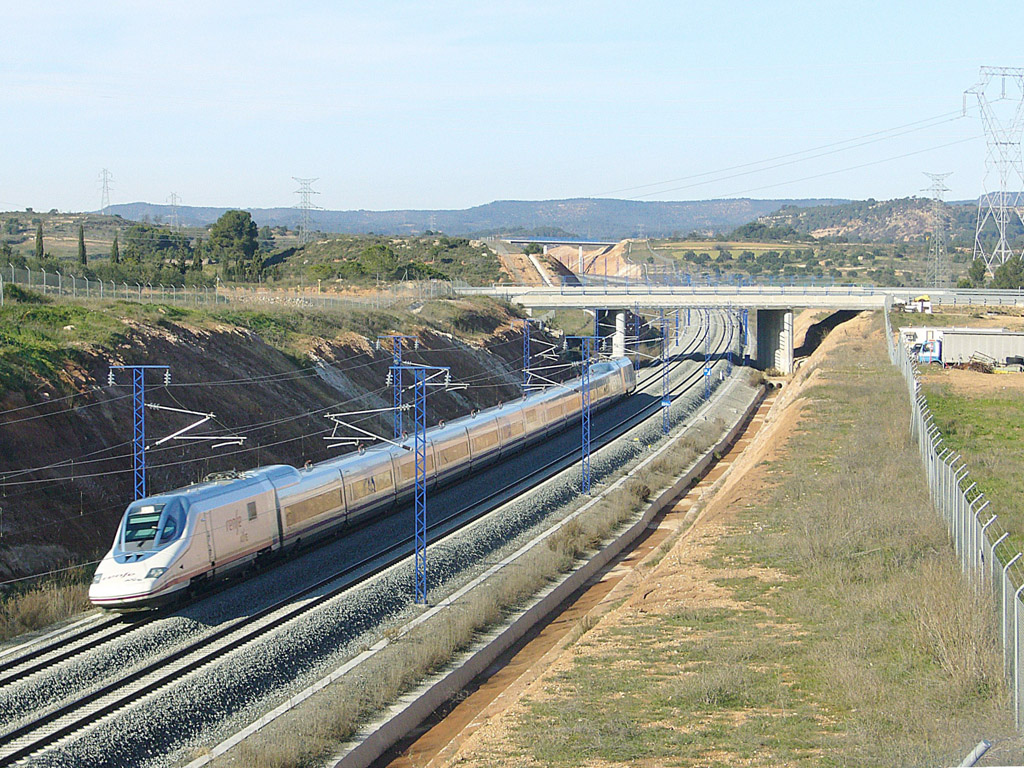
AVE-Szybka hiszpańska kolej

Sieć transportowa Hiszpanii uległa znaczącym przeobrażeniom po II wojnie światowej, dzięki dewizom napływającym od turystów zagranicznych. Drogi liczą ogółem ponad 370 tys. km – 73,2 km na 100 km² powierzchni. Wielki postęp zanotowano w budowie nowoczesnych magistral obsługujących narastający ruch turystyczny – 31 grudnia 2007 było w Hiszpanii 14 689 km autostrad (autopistas) i dróg ekspresowych (autovías), co łącznie zalicza ten system za największą sieć w Europie i trzecią co do wielkości na świecie po USA i Chinach. Hiszpania jest krajem wysoko zmotoryzowanym – w tym samym czasie było ponad 14,7 mln samochodów osobowych (36,7 pojazdów na 100 mieszkańców) oraz ponad 1,8 mln ciężarowych. Długość linii kolejowych wynosi obecnie ~16 tys. km, w tym 8,5 tys. km linii zelektryfikowanych, hiszpańskie koleje Renfe również obejmują szybką kolej – AVE. Wraz z otwarciem trasy dla pociągów dużej prędkości na linii Madryt – Walencja w grudniu 2010 Hiszpania stała się krajem, który ma najdłuższą sieć kolei dużych prędkości w Europie, a drugi co do wielkości system kolei dużych prędkości na świecie. Transport morski odgrywa dużą rolę w gospodarce kraju, zwłaszcza w handlu zagranicznym, gdyż większość towarów jest przywożonych lub wywożonych drogą morską. Najważniejsze porty morskie to: Algeciras, Kadyks, Kartagena, Walencja, Tarragona, Barcelona, Bilbao, La Coruña. Bezprecedensowy rozwój nastąpił w dziedzinie przewozów lotniczych. Port lotniczy Madryt-Barajas i port lotniczy Barcelona są jednym z najważniejszych portów lotniczych w Europie, każdy z nich obsługuje ok. 50 mln pasażerów rocznie. Inne ważniejsze lotniska to port lotniczy Palma de Mallorca (28 mln pasażerów), port lotniczy Malaga (19 mln pasażerów), port lotniczy Alicante (14 mln pasażerów), port lotniczy Gran Canaria (13 mln pasażerów) i port lotniczy Teneryfa-Południe (11 mln pasażerów). Łącznie 25 portów lotniczych w Hiszpanii obsługuje powyżej 1 mln pasażerów rocznie, natomiast wszystkie 49 portów lotniczych obsługiwanych przez Aena obsłużyły w 2017 roku ponad 249 mln pasażerów.

## Górnictwo i energetyka
Hiszpania jest krajem obfitującym w rudy i kruszce. Kopaliny użyteczne są różnorodne i występują w znacznych ilościach. W Górach Kantabryjskich na północy znajdują się złoża węgla kamiennego i wysokiej jakości rudy żelaza, dzięki czemu w miastach leżących na wybrzeżu rozwinął się przemysł ciężki. Węgiel brunatny wydobywa się we wschodniej części kraju – centralna Katalonia. W górach Sierra Morena i Sierra Nevada eksploatuje się złoża rud metali, przede wszystkim: miedzi, cynku (Chalkopiryty) i ołowiu. Dzięki bogatym złożom rtęci w okolicach Almadén, Hiszpania zajmuje 1. miejsce na świecie w jej wydobyciu. Na tym samym obszarze wydobywa się również rudy tytanu, antymonu i manganu. Ponadto rudy manganu występują także w Górach Kantabryjskich i Iberyjskich. W Galicji znajdują się rudy wolframu. Na wybrzeżach znajdują się też niewielkie złoża ropy naftowej. Sole potasowe występują głównie w północno-wschodniej Katalonii, a także w północno-zachodniej części Kotliny Aragońskiej. 43% energii kraju pochodzi z elektrociepłowni wykorzystujących paliwa importowane: 41% produkowane jest przez hydroelektrownie w Pirenejach i inne; 16% energii pochodzi z elektrowni atomowych.

## Turystyka

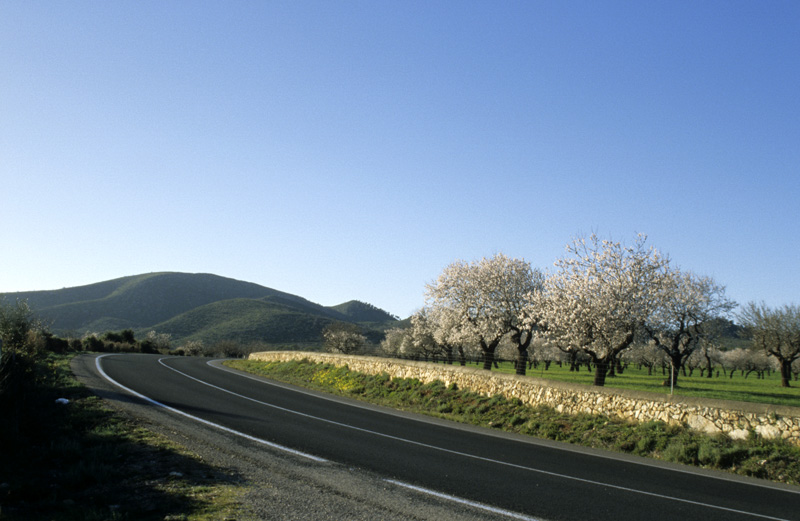
Majorka

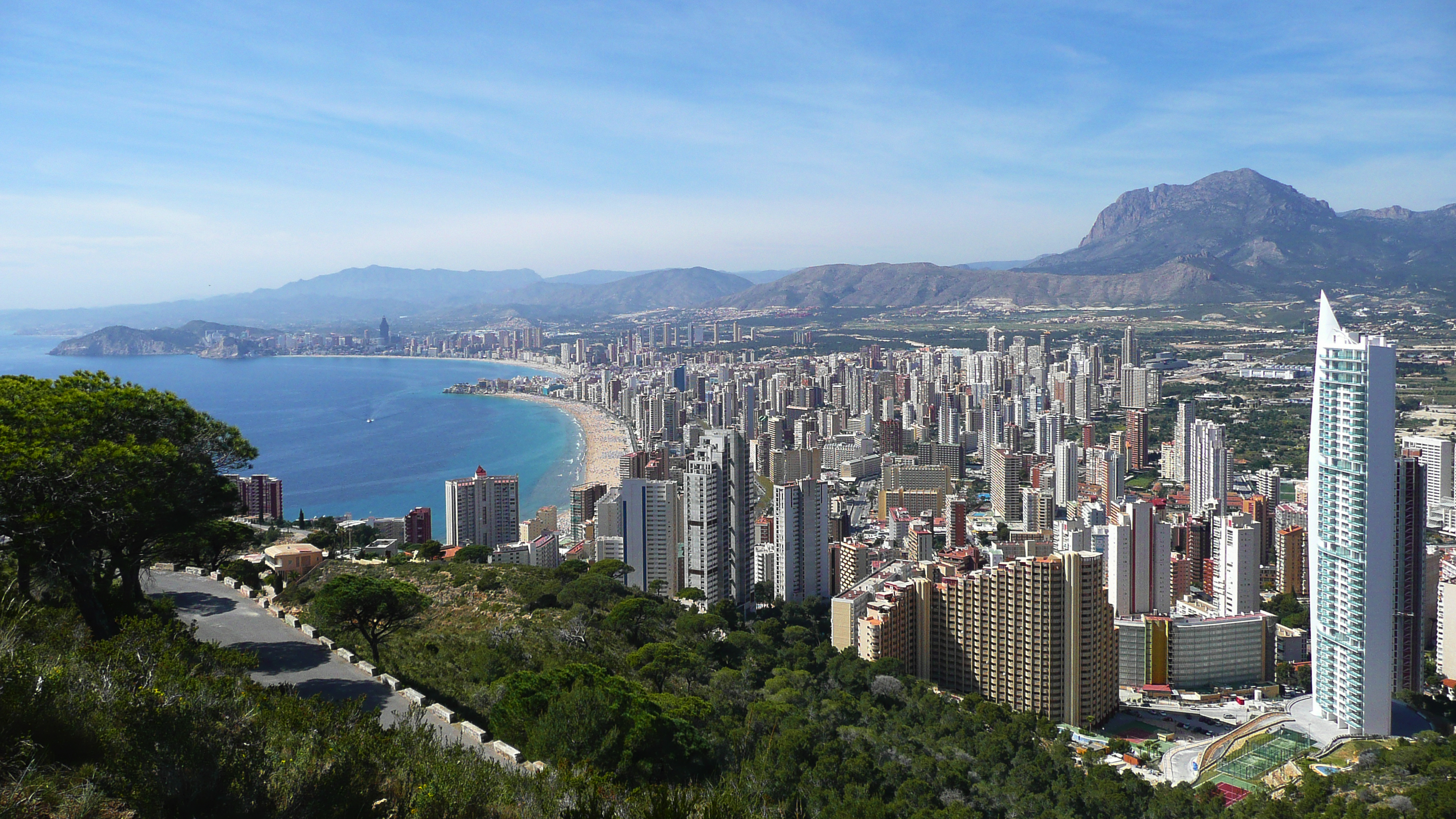
Benidorm – Costa Blanca

Burzliwa historia, która pozostawiła ślad w postaci bardzo wielu zabytków i licznych, bogatych w eksponaty muzeów oraz jeden z najcieplejszych klimatów na kontynencie sprzyjają masowej turystyce, która stanowi jeden z filarów gospodarki przynoszących znaczne dochody. Liczba turystów zagranicznych odwiedzających Hiszpanię systematycznie wzrasta. Wypoczywają oni głównie na wybrzeżu śródziemnomorskim (Costa de la Luz – Costa del Sol – Costa Blanca – Costa del Azahar – Costa Dorada – Costa Montanesa – Costa Vasca – Costa Verde – Rias Altas – Rias Bajas) czy na Balearach. Dużą popularnością cieszą się także Wyspy Kanaryjskie z ich subtropikalną roślinnością i interesującymi zjawiskami wulkanicznymi. Ponadto ożywiony ruch turystyczny spowodował, że porty lotnicze w Las Palmas i na Majorce stały się jednymi z największych portów lotniczych Europy. Najcenniejsze zabytki posiadają miasta: Madryt (obok zabytków architektonicznych mieszczą się tu liczne zbiory sztuki, czy słynne muzeum Prado), Toledo, Barcelona, Burgos, Salamanka (z najstarszym uniwersytetem w kraju), Saragossa. W zabytki z czasów rzymskich obfituje Tarragona i Sagunto, z czasów arabskich Sewilla, Kordoba, a szczególnie Grenada (Alhambra) i Generalife – perła architektury mauretańskiej. Ośrodkiem pielgrzymkowym o europejskiej sławie jest Santiago de Compostela. Z dochodów z turystyki sfinansowano m.in.: budowę dróg oraz przemysł lokalny.
W 2017 roku Hiszpanię odwiedziło 82 mln turystów (8,6% więcej niż w roku poprzednim), generując dla niego przychody na poziomie 68 mld dolarów. Tym samym Hiszpania jest drugim najczęściej odwiedzanym państwem przez turystów na świecie (po Francji) i także na drugim miejscu pod względem przychodów z turystyki (po USA).

## Import
Hiszpania importuje głównie paliwa, chemikalia, półprodukty, artykuły spożywcze (wykraczające poza wyspecjalizowaną gospodarkę rolną państwa), towary konsumpcyjne, maszyny i urządzenia, przyrządy pomiarowe oraz medyczne. Wartość importu w 2019 roku wyniosła 463,1 miliardów dolarów.
Głównymi partnerami importowi są:
- Niemcy 14.2%
- Francja 11.9%
- Chiny 6.9%
- Włochy 6.8%
- Holandia 5.1%
- Wielka Brytania 4.0%

(2017)

## Eksport
Hiszpania eksportuje maszyny, pojazdy silnikowe, artykuły spożywcze (w których wyspecjalizowała się gospodarka rolna kraju), farmaceutyki, leki, inne towary konsumpcyjne. Wartość eksportu na 2019 rok wyniosła 533,8 miliarda dolarów.
Głównymi partnerami eksportowymi są:
- Francja 15.1%
- Niemcy 11.3%
- Włochy 7.8%
- Portugalia 7.1%
- Wielka Brytania 6.9%
- USA 4.4%

(2017)

## Największe przedsiębiorstwa

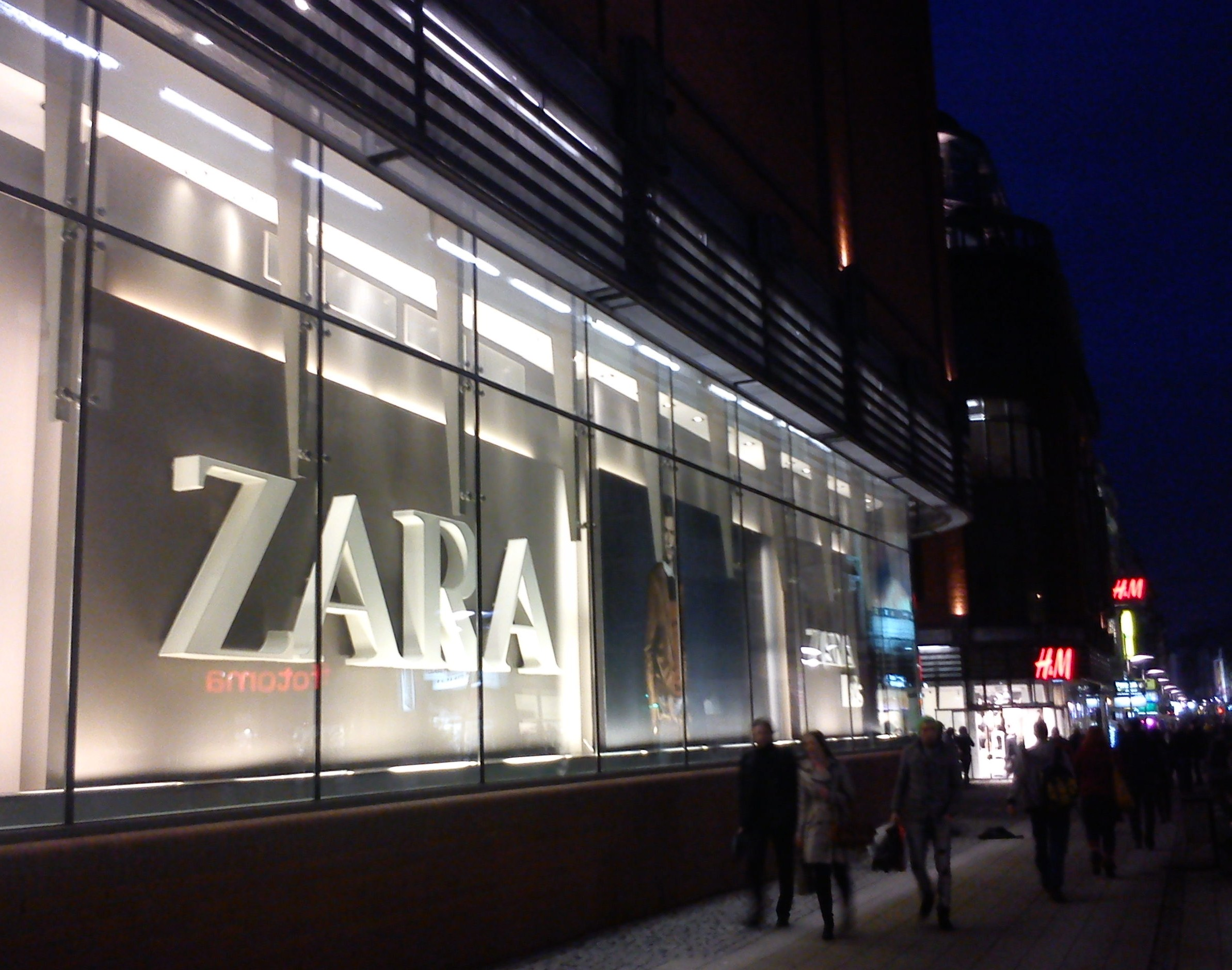
Sztandarowa hiszpańska marka – Zara

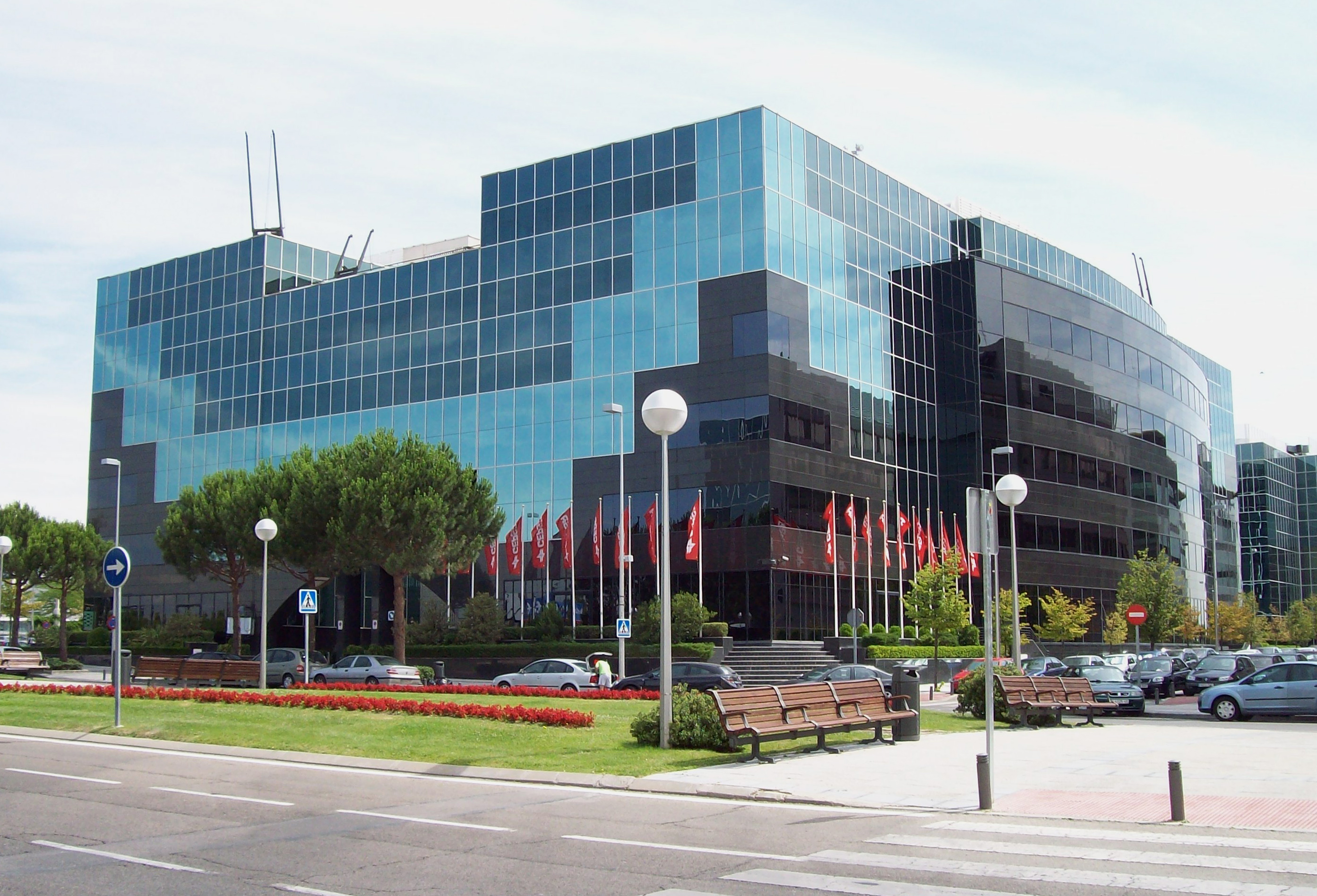
Siedziba przedsiębiorstwa CEPSA w Madrycie

Poniższa tabela przedstawia największe hiszpańskie przedsiębiorstwa w 2011 r., według ranking5000.com:
| Poz. | Nazwa przedsiębiorstwa |
| ---- | ---------------------- |
| 1    | Cepsa                  |
| 2    | Repsol Petroleo        |
| 3    | Mercadona              |
| 4    | Repsol Comercial       |
| 5    | El Corte Inglés        |
| 6    | Telefónica             |
| 7    | Dia                    |
| 8    | Endesa                 |
| 9    | Movistar               |
| 10   | Eroski                 |

## Regiony Hiszpanii według wskaźnika rozwoju społecznego
Lista wspólnot autonomicznych Hiszpanii według wskaźnika rozwoju społecznego w 2017 roku.
| Lp. | Wspólnota autonomiczna | WRS 2017 | Porównywalne państwa (WRS 2017)   |
| --- | ---------------------- | -------- | --------------------------------- |
| 1   | Madryt                 | 0,926    | Kanada (0,926)                    |
| 2   | Kraj Basków            | 0,919    | Finlandia (0,919)                 |
| 3   | Nawarra                | 0,910    | Japonia (0,909)                   |
| 4   | Katalonia              | 0,905    | Korea Południowa (0,903)          |
| 5   | La Rioja               | 0,899    | Francja (0,901)                   |
| 6   | Aragonia               | 0,896    | Słowenia (0,896)                  |
| 7   | Kastylia i León        | 0,893    | Słowenia (0,896)                  |
| –   | Hiszpania (średnia)    | 0,891    | Czechy (0,888)                    |
| 8   | Kantabria              | 0,887    | Czechy (0,888)                    |
| 9   | Asturia                | 0,885    | Czechy (0,888)                    |
| 10  | Galicja                | 0,884    | Włochy (0,881)                    |
| 11  | Walencja               | 0,879    | Malta (0,878)                     |
| 12  | Murcja                 | 0,870    | Grecja (0,871)                    |
| 13  | Baleary                | 0,861    | Litwa (0,859)                     |
| 14  | Andaluzja              | 0,860    | Litwa (0,859)                     |
| 15  | Wyspy Kanaryjskie      | 0,859    | Litwa (0,859)                     |
| 16  | Kastylia-La Mancha     | 0,857    | Słowacja (0,856)                  |
| 17  | Estremadura            | 0,851    | Arabia Saudyjska (0,853)          |
| 18  | Ceuta                  | 0,846    | Łotwa (0,847), Portugalia (0,847) |
| 19  | Melilla                | 0,838    | Węgry (0,838)                     |

## Jakość życia
Hiszpania zajmuje 16. miejsce na świecie jeśli chodzi o jakość życia, wyprzedzając Wielką Brytanię. Ponadto, poszczególne miasta Hiszpanii są notowane w rankingach dotyczących miast.
| Miasto    | Ranking Mercer 2019 | Ranking Monocle 2019 | Ranking Economist Intelligence Unit 2019 | Ranking Global Finance 2019 | Ranking Deutsche Bank 2019 | Ranking InterNations 2020 |
| --------- | ------------------- | -------------------- | ---------------------------------------- | --------------------------- | -------------------------- | ------------------------- |
| Madryt    | 46                  | 8                    | –                                        | –                           | –                          | 17                        |
| Barcelona | 43                  | 18                   | –                                        | –                           | –                          | 7                         |
| Walencja  | –                   | –                    | –                                        | –                           | –                          | (1 – dla przyjezdnych)    |
| Sewilla   | –                   | –                    | –                                        | –                           | –                          | –                         |

## Miasta o znaczeniu globalnym
Najwyżej notowanym hiszpańskim miastem o znaczeniu globalnym jest Madryt, drugim jest Barcelona – oba miasta są notowane w czterech niezależnych rankingach. W rankingu Globalization and World Cities Research Network 2018 notowane są również Walencja, Bilbao, Sewilla i Malaga.
| Miasto    | Ranking GaWC 2018 | Ranking GCCI 2012 | Ranking GCIECO 2012 | Ranking GPCI 2018 | Ranking WMEPC 2015 | Ranking BC 2020 |
| --------- | ----------------- | ----------------- | ------------------- | ----------------- | ------------------ | --------------- |
| Madryt    | 18 (Alpha)        | 28                | 18                  | 22                | –                  | 10              |
| Barcelona | 44 (Alpha–)       | 41                | 24                  | 24                | –                  | 9               |
| Walencja  | 135 (Beta–)       | –                 | –                   | –                 | –                  | 62              |
| Bilbao    | 181 (Gamma)       | –                 | –                   | –                 | –                  | –               |
| Malaga    | 237 (Sufficiency) | –                 | –                   | –                 | –                  | –               |
| Sewilla   | 301 (Sufficiency) | –                 | –                   | –                 | –                  | 98              |